# Голубовская, Елена Карловна
Елена Карловна Голубовская (род. 12 января 1927, Москва) — советская и российская арабистка, специалистка по истории Йемена.

## Биография
В 1952 году окончила исторический факультет МГУ имени М. В. Ломоносова.
В 1953—1956 годах — научный сотрудник Института теории и истории педагогики АПН СССР.
С 1956 года — научный сотрудник Института востоковедения АН СССР.
Кандидат исторических наук (29 июня 1967).

### Научное наследие
Автор более 40 изданных работ, в том числе на арабском языке.

#### Важнейшие работы
- Йемен. — М.: «Мысль», 1965.
- Социально-экономические и политические предпосылки революции 1962 г. в Йемене: диссертация … кандидата исторических наук: 07.00.00 / Е. К. Голубовская. — М., 1967.
- Революция 1962 г. в Йемене. — М.: «Наука», 1971.
- Политическое развитие Йеменской Арабской Республики, 1962—1985 гг. — М.: «Наука», 1989.
- Политическое развитие Йеменской Арабской Республики, 1962—1985 гг. — Сана, 1994. (На арабском языке).